# (11353) Guillaume
(11353) Guillaume (1997 XX5) – planetoida z pasa głównego asteroid okrążająca Słońce w ciągu 5,05 lat w średniej odległości 2,94 j.a. Odkryta 5 grudnia 1997 roku.